# Antigoné (Oidipusz lánya)
Antigoné thébai királylány, Oidipusz és Iokaszté gyereke, antik görög mitológiai alak.

## Élete
Vérfertőző kapcsolatból született, ugyanis anyja és apja nem tudta, hogy anya-fiú viszonyban vannak. Három testvére született: Eteoklész, Polüneikész és Iszméné. Amikor apját száműzték, húgával elkísérte az attikai Kolónoszba, majd Oidipusz halála után visszatért Thébaiba. Miután a város ostromában két fivére kioltotta egymás életét, az új uralkodó, Kreón megtiltotta a támadó, Polüneikész eltemetését. Antigoné ezzel nem törődve elhantolta fivérét, amiért Kreón élve egy barlangba záratta, ahol felkötötte magát. Amikor vőlegénye, Haimón, Kreón fia meglátta holttestét, végzett magával.